# Gejzir Fly
Gejzir Fly, znan tudi pod imenom Fly Ranch Geyser, je majhen geotermalni gejzir, ki se nahaja na zasebnem zemljišču v okrožju Washoe v Nevadi, približno 32 km severno od Gerlacha. Gejzir Fly je blizu roba rezervoarja Fly v geotermalnih planote Hualapai in je visok približno 1,5 m in širok 3,7 m, šteje kot gomila, na kateri sedi.
Junija 2016 je neprofitni Burning Man Project kupil 1500 hektarjev ranča Fly, vključno z gejzirjem, za 6,5 milijona dolarjev. Projekt Burning Man je začel omejevati javni dostop do nepremičnine maja 2018. Gejzir vsebuje termofilne alge, ki cvetijo v vlažnih, vročih okoljih, kar ima za posledico več odtenkov zelene in rdeče barve, ki obarvajo kamnino.

## Lega
Gejzir Fly se nahaja na ranču Fly na planoti Hualapai, približno 0,38 km od državne ceste št. 34 in približno 40 km severno od Gerlacha v Nevadi. Nahaja se vzhodno od puščave Black Rock.

## Izvor
Vir toplote polja gejzirja Fly pripisujejo zelo globokemu bazenu vročih kamnin, kjer so pogosti tektonski dvigi in prelomi.
Prvi gejzir na tem mestu je nastal leta 1916, ko so izvrtali vodnjak za iskanje vode za namakanje. Ko je bila najdena geotermalna voda blizu točke vrelišča, je bil vodnjak opuščen in nastal je 3–3,7 m dolg stožec kalcijevega karbonata.
Leta 1964 je podjetje za geotermično energijo izvrtalo drugo vrtino v bližini mesta prve vrtine. Voda ni bila dovolj vroča za energetske namene. Po poročanju naj bi vodnjak zaprli, toda pečatenje ni uspelo. Izpust iz druge vrtine je sprostil dovolj velik pritisk, da je prvotni gejzir usahnil. Raztopljeni minerali v vodi, vključno s kalcijevim karbonatom in kremenom, so se kopičili okoli novega gejzirja, kar je ustvarilo stožce in bazene iz travertina.
Gejzir ima več stožčastih odprtin, ki sedijo na gomili: stožci so visoki približno 1,8 m, celotna gomila pa je visoka od 7,6 do 9,1 m.

## Značilnosti
Temperatura vode, ki izstopa iz gejzirja, lahko preseže 93 ° C, kar je značilno za gejzirje na visoki nadmorski višini.
Carolina Muñoz Saez, ki so jo lastniki Burning Man najeli za študij gejzirja, je poročala, da gejzir vsebuje »res veliko količino silicijevega dioksida«. Silicijev dioksid v kombinaciji s temperaturo povzroči, da se v gejzirju izjemno hitro tvori kremen. Kvarc običajno nastaja do 10.000 let, da se razvije v gejzirjih. Saezova je dejala, da gejzir Fly Geyser ni podoben nobenemu drugemu gejzirju, ki ga je preučevala.
Voda nenehno izteka in brizga v zrak do 1,5 metra. Gejzir je oblikoval več teras iz travertina in ustvaril 30 do 40 bazenov na površini 30 ha. Voda, ki jo proizvaja gejzir, vsebuje termofilne alge, ki cvetijo v vlažnem, vročem okolju in obarvajo kamnine z briljantnimi odtenki zelene in rdeče. 

## Javni dostop
Ranč Fly je od aprila do oktobra vsako leto odprt za majhne vodene triurne sprehode v naravi.  Gejzir je del sprehoda po naravi. Oglede vodijo prijatelji Black Rock-High Rock.
Plačila za vstopnice za sprehod se štejejo za donacije in se uporabljajo za podporo ranču Fly in organizaciji Prijateljev.

## Drugi lokalni gejzirji
Pred poskusom vrtanja vrtin leta 1917 je bil ustvarjen gejzir blizu trenutno aktivnega gejzirja Fly; ustvaril je steber kalcijevega karbonata, visok približno 3,7 m, vendar je usahnil, ko je leta 1964 začel sproščati vodo gejzir Fly. 